# Bagel
El bagel (o de vegades també beigel; en jiddisch בײגל beygl) és un pa elaborat tradicionalment de farina de blat i que acostuma a tenir un forat al centre. Abans d'ésser enfornat es bull en aigua breument, donant com a resultat un pa dens amb una coberta exterior lleugerament cruixent. La massa sovint s'assaboreix amb diferents productes com ara sal, ceba, all, ou, sègol. Existeixen algunes varietats no tan tradicionals com: tomàquet, segó, formatge i comí, entre d'altres. Els bagels poden estar coberts de llavors de sèsam o cascall, cebes o alls secs, sal grossa, o de tot al mateix temps (en anglès everything bagels, bagels amb tot).

## Història
La primera referència escrita sobre el bagel que es coneix data del 1610. La història que el bagel es va inventar arran de la derrota del Turcs a Viena el 1683 és només, doncs, una llegenda sense fonament.
Posteriorment, l'aliment es va popularitzar entre la comunitat jueva a mitjan segle xix, quan fleques de Londres van començar a comercialitzar-los regularment en tres unitats. Posteriorment, l'emigració a l'Amèrica del Nord de ciutadans europeus, entre ells jueus, va afavorir la implantació de l'aliment i la seva comercialització.

## Preparació

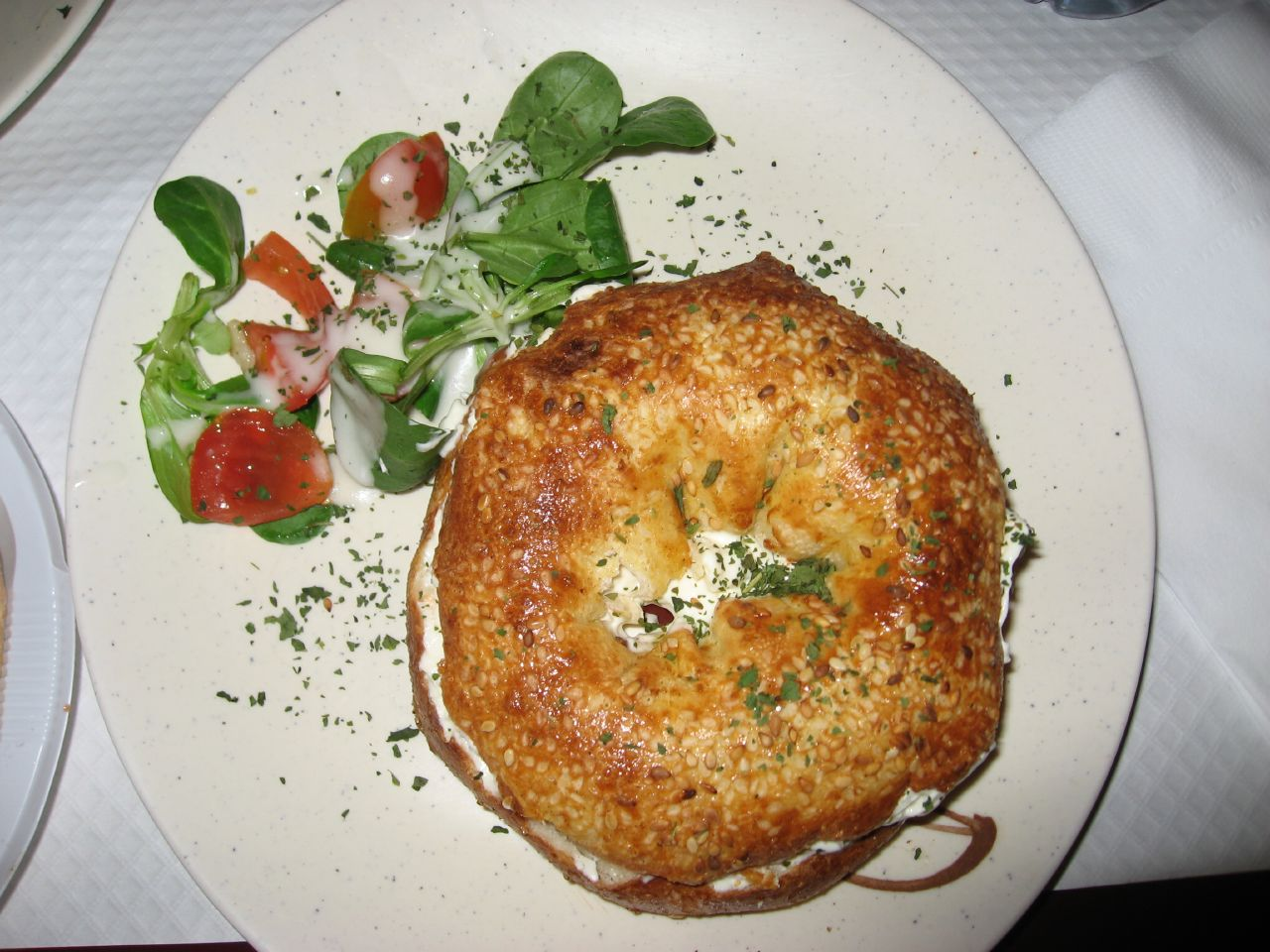
Bagel servit a un restaurant de París

El bagel tradicional acostuma a elaborar-se amb farina de blat, sal, aigua i llevat. Existeixen variants de la recepta que li afegeixen un toc dolç (normalment malt, sucre o mel) al bagel durant l'elaboració.
Normalment es barregen els ingredients per formar una massa. Des de la massa es van fent els bagel segons la forma tradicional amb un forat al centre. Després es deixen llevar durant 12 hores a baixa temperatura, i després es couen en aigua que no contingui additius. Finalment, es fiquen al forn a temperatura alta.

## Farciment
Tot i que un bagel pot menjar-se sol, el més habitual és que acostumi a tallar-se i consumir-se amb algun acompanyament. Tradicionalment acostumen a farcir-se de mantega o crema de formatge. És comú afegir salmó fumat, tomàquet, ceba o una combinació d'aquests; una combinació tradicional en la cultura jueva als Estats Units és crema de formatge, ceba, tàperes i salmó fumat (d'un tipus anomenat «lox»).
També pot introduir-se farciment amb la intenció de fer entrepans per a l'esmorzar com ara ou, formatge, pernil i d'altres; els entrepans fets amb bagels són una opció comuna en el menjar ràpid als Estats Units. Una altra variant són els anomenats pizza bagels, amb salsa de tomàquet i formatge.